# Det tørstige land - Andelsfolk i Botswana
Det tørstige land - Andelsfolk i Botswana er en dansk dokumentarfilm fra 1979 med instruktion og manuskript af Steen B. Johansen.

## Handling
Et eksempel på et udviklingsland, hvor andelstanken bliver omdannet til et brugbart udviklingsredskab, trods traditioner og vanskelige vilkår.